# براتنس رجیونال
براتنس رجیونال (به انگلیسی: Braathens Regional) یک شرکت هواپیمایی با کد یاتا DC است که در تاریخ ۱۹۷۶ میلادی تأسیس شده است.
دفتر مرکزی براتنس رجیونال در فرودگاه ترولهتن ونشبوی واقع شده‌است.